# Explosión en Moreno de 2018
La explosión de Moreno de 2018 fue una tragedia ocurrida el 2 de agosto de ese año, cuando una explosión producto de una fuga de gas produjo la muerte de la vicedirectora y el portero en una escuela de la localidad de Moreno, en la provincia de Buenos Aires, Todavía no se encuentra el culpable de dicho acto.

## Antecedentes
Desde la escuela se habían hecho seis reclamos advirtiendo fugas de gas durante 2018, sin obtener respuesta del ministerio. Las denuncias habían sido presentadas en forma directa en la gobernación y al ministro Gabriel Sánchez Zinny, por padres, docentes y autoridades de la escuela.
Al momento del suceso el Consejo Escolar de Moreno estaba intervenido por decisión de la gobernadora Vidal y su director general de Cultura y Educación provincial, Gabriel Sánchez Zinny, quien designó a Sebastián Matías Nasif como su representante en ese cargo. Nasif a su vez contrató al gasista Christian Ricobene, quien no estaba habilitado para realizar tareas en instituciones.
El 1 de agosto de 2018 por la tarde, el día anterior a la explosión, la vicedirectora Sandra Calamano se contactó con Ricobene por un desperfecto con una estufa y olor a gas. Ricobene y un asistente revisaron la estufa sin buscar el origen de la fuga de gas. Luego de trabajar en la estufa y creyendo que el olor a gas venía de ahí, ventilaron los ambientes y se dio por solucionado el problema. Según Ricobene, la vicedirectora también creyó que el problema estaba solucionado. Según la fiscalía, el gasista no habría seguido los protoclos.

## Explosión
El 2 de agosto de 2018 por la mañana, Sandra Calamano y Rubén Rodríguez ingresaron a la escuela primaria N.º 49 de la localidad de Moreno, en el Gran Buenos Aires. Calamano de 48 años era la vicedirectora, y Rodríguez de 45 años era el auxiliar docente a cargo de la portería desde hacía unos 30 años. La vicedirectora sintió olor a gas y se comunicó con el Ricobene, el gasista que revisó las instalaciones el día anterior. Cuando uno de ellos encendió una la luz se produjo una explosión en la escuela producto de una fuga de gas. Sandra Calamano y Rubén Rodríguez murieron producto de la explosión.
Unos días después, la fiscalía actuante confirmó que la explosión fue producto de una fuga de gas.
Sucesos similares ocurrieron luego en una escuela técnica de Ituzaingó, y en la zona de Cuartel V. Se estima que unos 50 establecimientos del oeste del Gran Buenos Aires tienen falencias similares.

## Repercusión
Esta tragedia desató airados reclamos de la comunidad ante la inoperancia y la desinversión en las escuelas públicas durante el gobierno de Vidal a la vez que de modo preventivo y alertados por el suceso varias escuelas suspendieron las clases. Días más tarde la fiscalía actuante confirmó que la explosión fue producto de una fuga de gas.
El director del establecimiento educativo, Héctor Vicio, quien se encontraba de licencia al momento del hecho responsabilizó a la gobernadora bonaerense María Eugenia Vidal por lo sucedido. "Tenemos mínimas condiciones de trabajo", aseguró. El secretario general del gremio docente, Roberto Baradel, también responsabilizó a Vidal. 
La gobernadora Vidal decidió mantenerse en silencio durante los primeros días, aunque intentó atribuir la responsabilidad al intendente y otros funcionarios del partido. Posteriormente desde su gobierno debieron admitir su responsabilidad. Previamente se había filtrado un audio de un funcionario de Vidal, —dependiente de su Ministro de Educación—, pidiendo que se "inventasen presupuestos" por varios millones de pesos en relación con obras de mantenimiento e infraestructura. Mientras que el presidente Mauricio Macri habló de las pérdidas de gas como "problemitas".

A raíz de dichas muertes, diputados provinciales pidieron su juicio político, el cual no prosperó debido a que la mayoría de los legisladores bonaerenses eran oficialistas.